# Willi Orbán
Vilmos Tamás "Willi" Orbán, född 3 november 1992 i Kaiserslautern, är en tyskfödd-ungersk fotbollsspelare som spelar för RB Leipzig. Han representerar även det ungerska landslaget.